# Thomas T. Goldsmith Jr.
Thomas Toliver Goldsmith Jr., född 9 januari 1910 i Greenville, South Carolina, död 5 mars 2009 i Lacey, Washington, var en tidig tv-pionjär och uppfinnare av det första arkadspelet som använde ett katodstrålerör. Han var professor i fysik vid Furman University.
Han föddes som son till Thomas och Charlotte Goldsmith. Tillsammans med Estle Ray Mann skapade han det första kända interaktiva elektroniska spelet, "Cathode-Ray Tube Amusement Device". Spelet patenterades första gången den 25 januari 1947 och var inspirerat av radarskärmar från andra världskriget. Spelet använde sig av ett katodstrålerör.
Thomas T. Goldsmith Jr. avled vid en ålder av 99 år på grund av en höftfraktur.